# Haselwurzen
Die Pflanzengattung der Haselwurzen (Asarum) gehört in die Unterfamilie der Asaroideae innerhalb der Familie der Osterluzeigewächse (Aristolochiaceae). Die etwa 90 bis 100 Arten sind auf der Nordhalbkugel verbreitet.

## Beschreibung und Ökologie
Bei Asarum-Arten handelt es sich um ausdauernde, laubabwerfende bis immergrüne krautige Pflanzen. Sie bilden Rhizome. Die oberirdischen Pflanzenteile sind meist behaart. An der Sprossachse befinden sich dreieckige Niederblättern. Die wechselständig und zweizeilig angeordneten, lang gestielten Laubblätter sind einfach, rundlich bis nierenförmig oder herzförmig. Der Blattrand ist glatt.

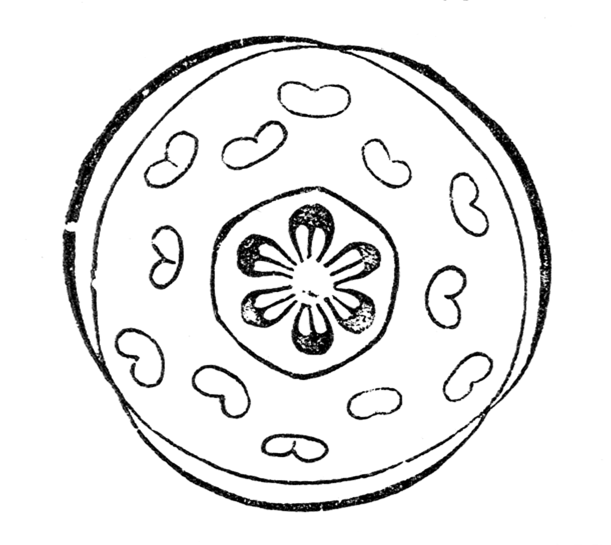
Blütendiagramm von Asarum europaeum

Die Blüten stehen einzeln meist in Bodennähe; Hochblätter sind nicht vorhanden. Die zwittrigen Blüten sind meist radiärsymmetrisch, selten schwach zygomorph. Es sind nur drei mehr oder weniger stark verwachsene Blütenhüllblätter vorhanden. Sie besitzen zwölf, in zwei Kreisen gegliederte Staubblätter. Die Fruchtknoten sind unter- bis oberständig.
Es werden sechsklappige Kapselfrüchte gebildet. Die Samen tragen Elaiosomen und werden von Ameisen verbreitet (Myrmekochorie).

## Inhaltsstoffe und Giftigkeit
Das Rhizom enthält kampferartige, ätherische Substanzen, die schleimhautreizend, brech- und niesreizanregend wirken und innere Blutungen auslösen können (Gastroenteritis).
Alle Pflanzenteile enthalten ätherische Öle, deren Bestandteil Asaron giftig ist; die ganze Pflanze wird als schwach giftig eingestuft.

## Systematik und Verbreitung
Die euroasiatisch-nordamerikanisch verbreitete Gattung umfasst weltweit etwa 90 bis 100 Arten. Der Schwerpunkt der Artenvielfalt ist Südostasien. Alleine 39 Arten kommen in China vor, von denen 34 nur dort heimisch sind. In Mitteleuropa kommt nur die Art Gewöhnliche Haselwurz (Asarum europaeum) vor.
Die Gattung Asarum wurde 1753 mit der Typusart Asarum europaeum durch Carl von Linné in Species Plantarum, 1, S. 442 aufgestellt. Eine Deutung des Gattungsname Asarum leitet sich aus dem griechischen Wort asaron = zweiglos also unverzweigt her. Die andere Deutung ist, dass Asarum in der griechischen Sprache für eine Pflanzenart verwendet wurde, allerdings weiß man nicht, um welche Art es sich handelt. Synonyme für Asarum L. sind: Asiasarum F.Maek., Geotaenium F.Maek., Heterotropa C.Morren & Decne., Japonasarum Nakai.
Bei einigen Autoren sind etwa zehn nordamerikanische Arten (Asarum arifolium, Asarum contractum, Asarum lewisii, Asarum minus, Asarum naniflorum, Asarum rhombiforme, Asarum shuttleworthii, Asarum speciosum, Asarum virginicum) in eine eigene Gattung Hexastylis Raf. ausgegliedert.

### Arten (Auswahl)

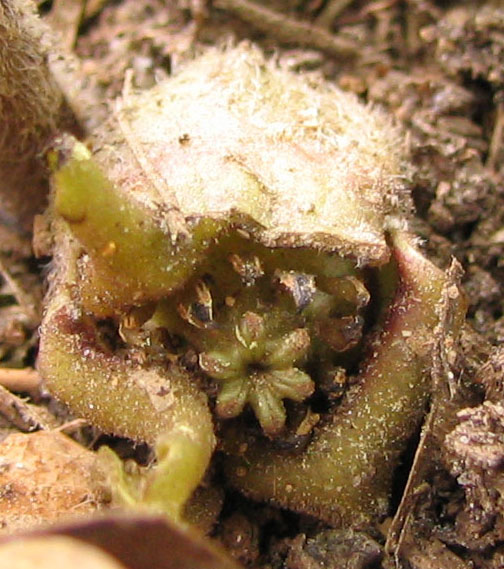
Blick in die Blüte von Asarum canadense

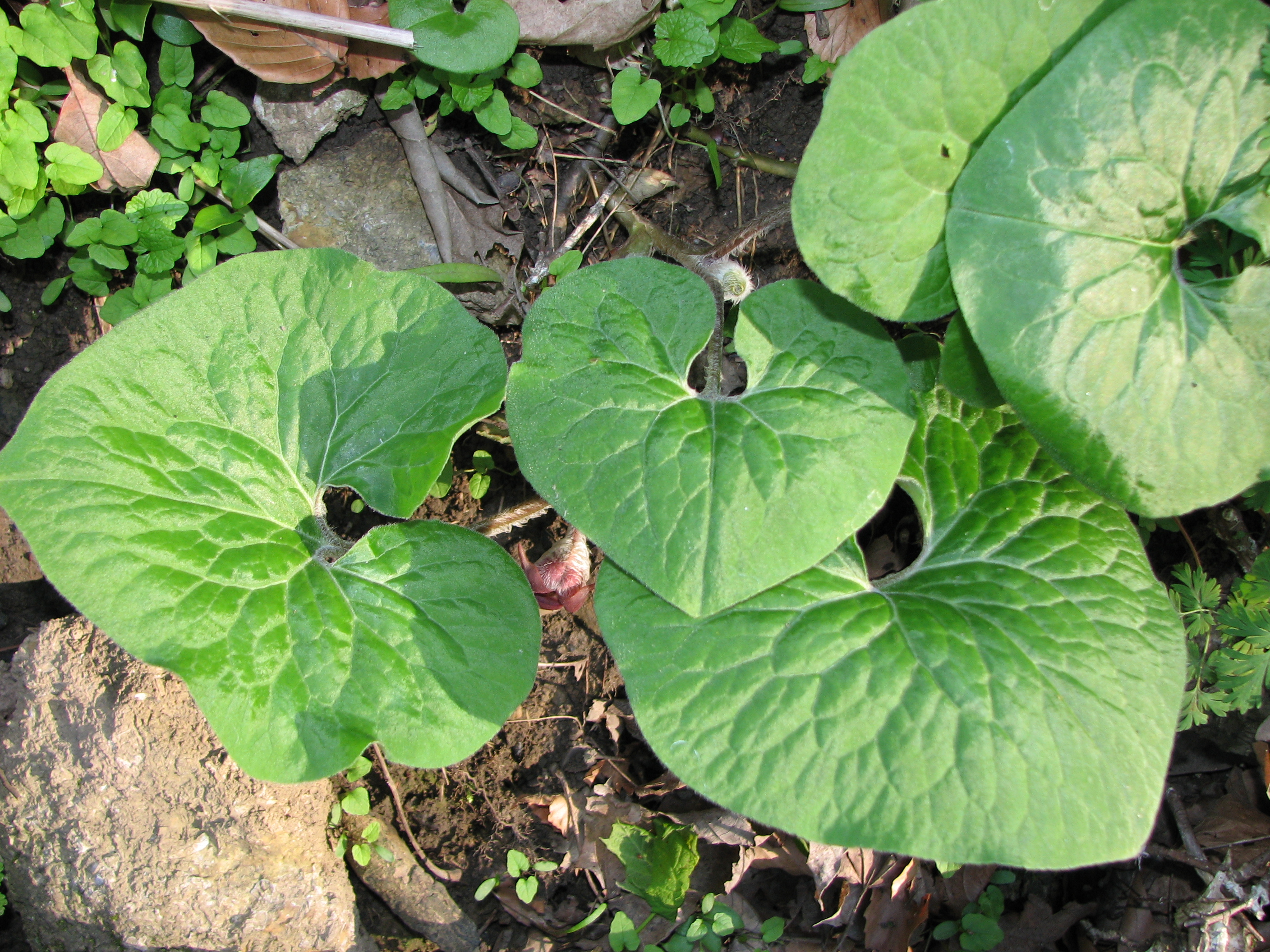
Habitus und Blätter von Asarum canadense

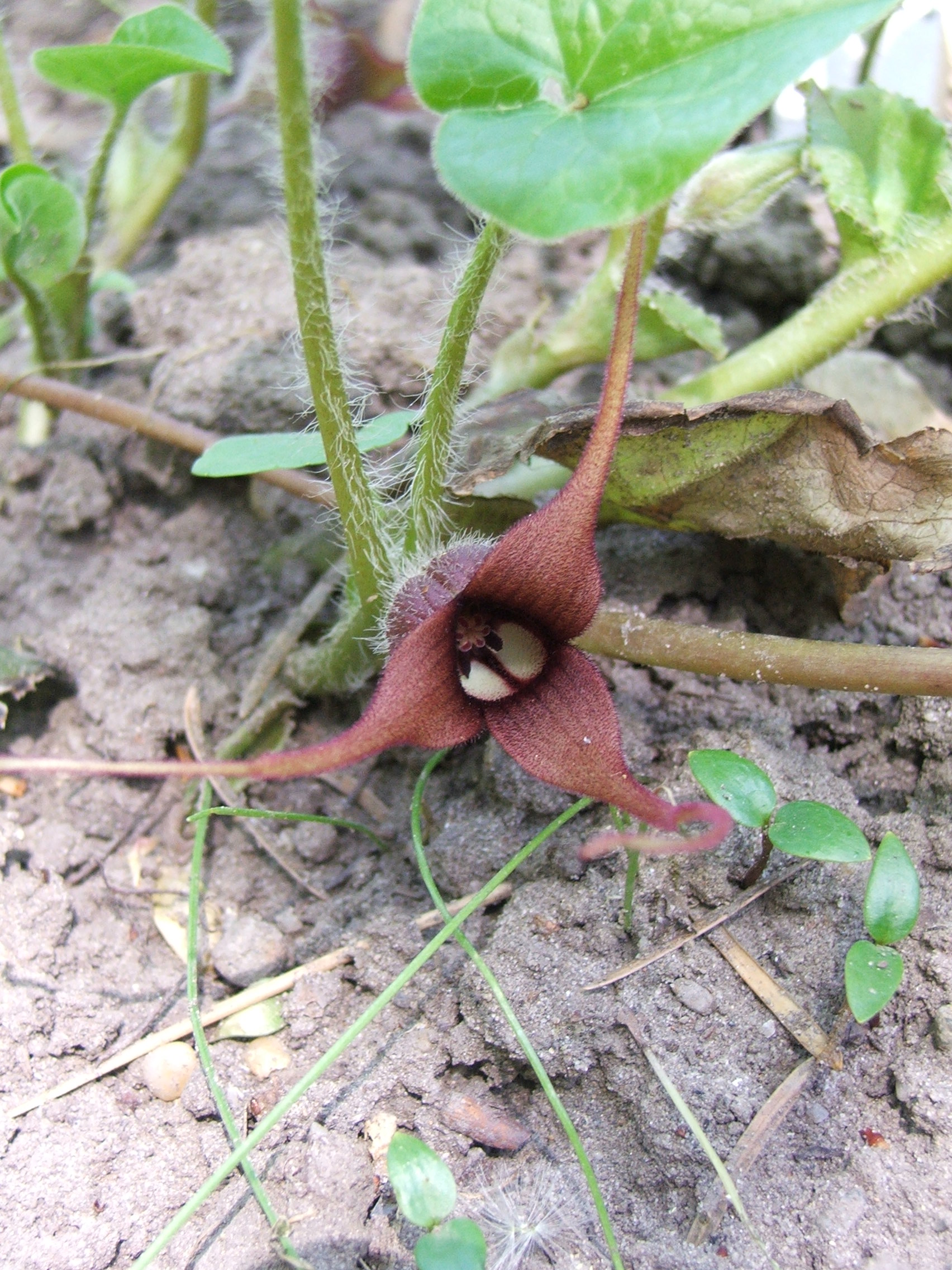
Geschwänzte Haselwurz (Asarum caudatum)

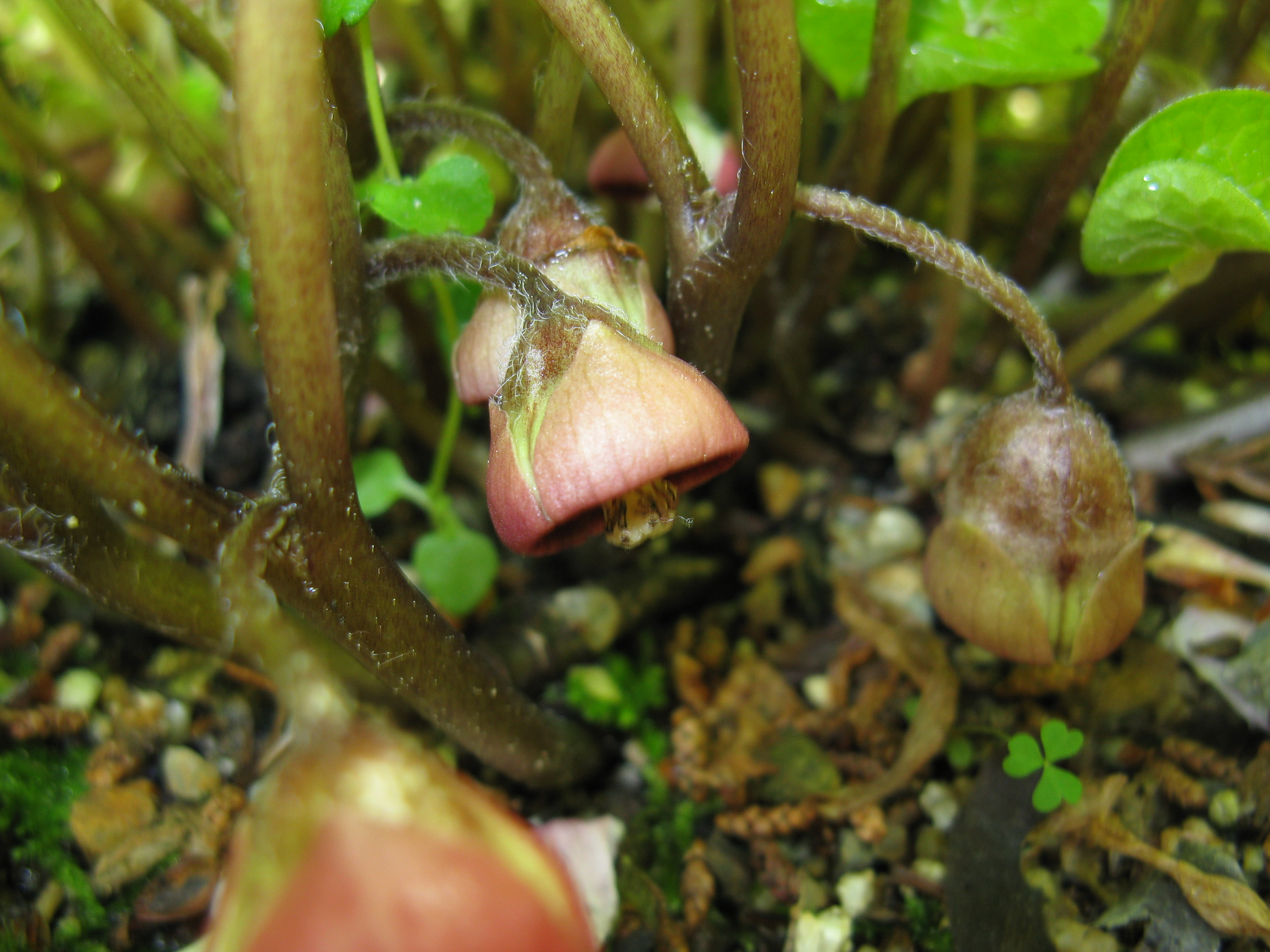
Asarum caulescens

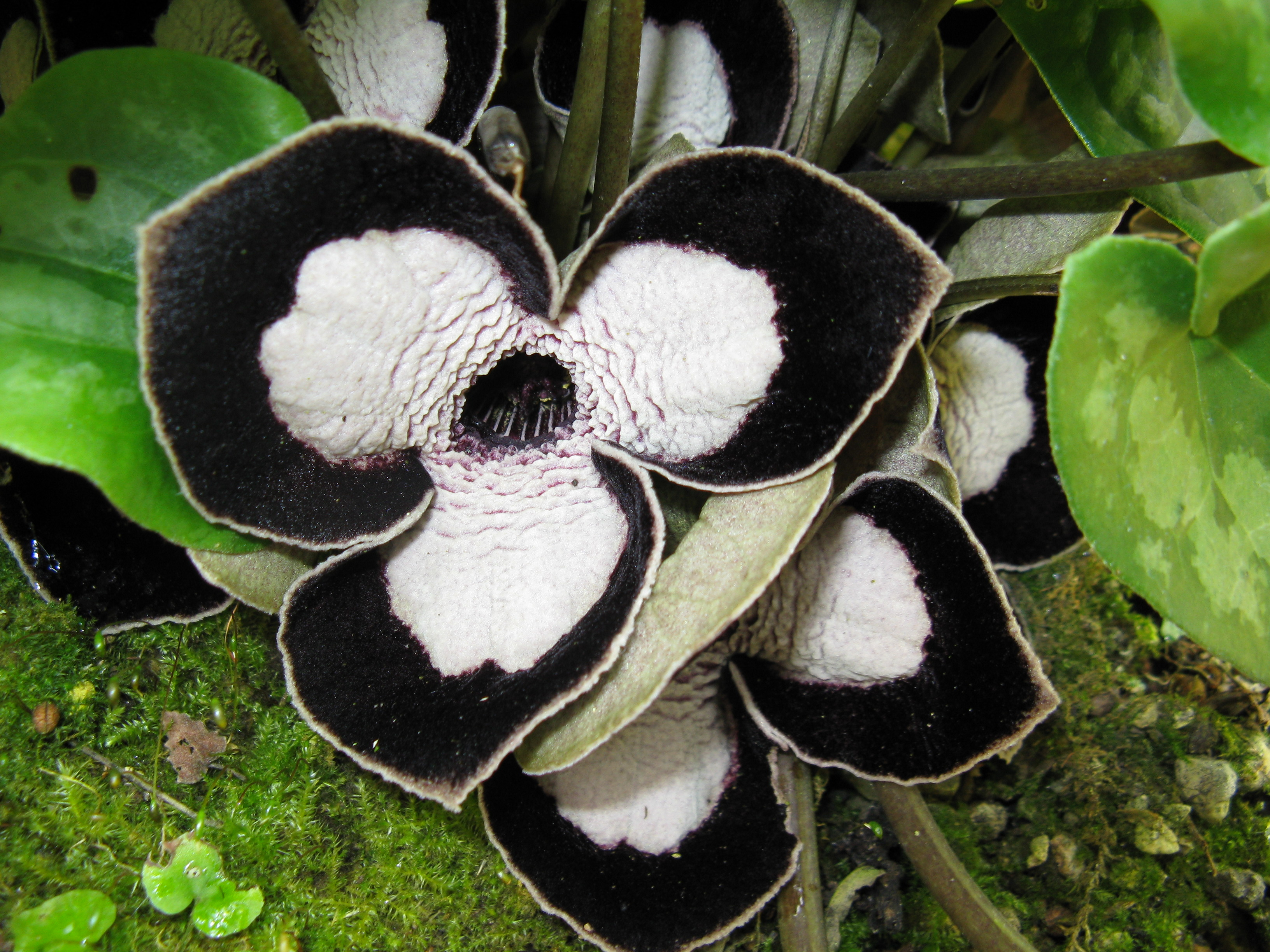
Asarum maximum

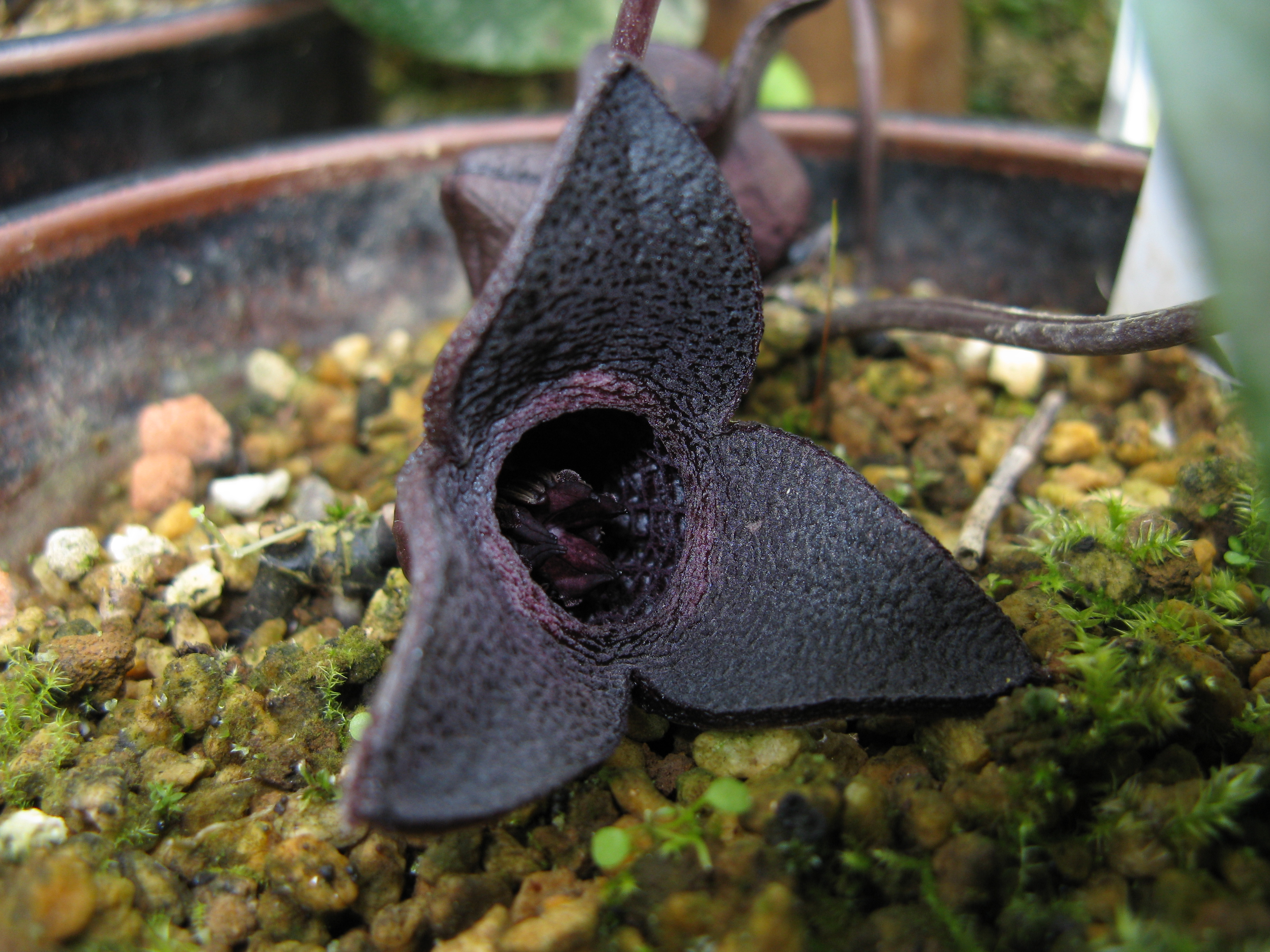
Blüte von Asarum megacalyx

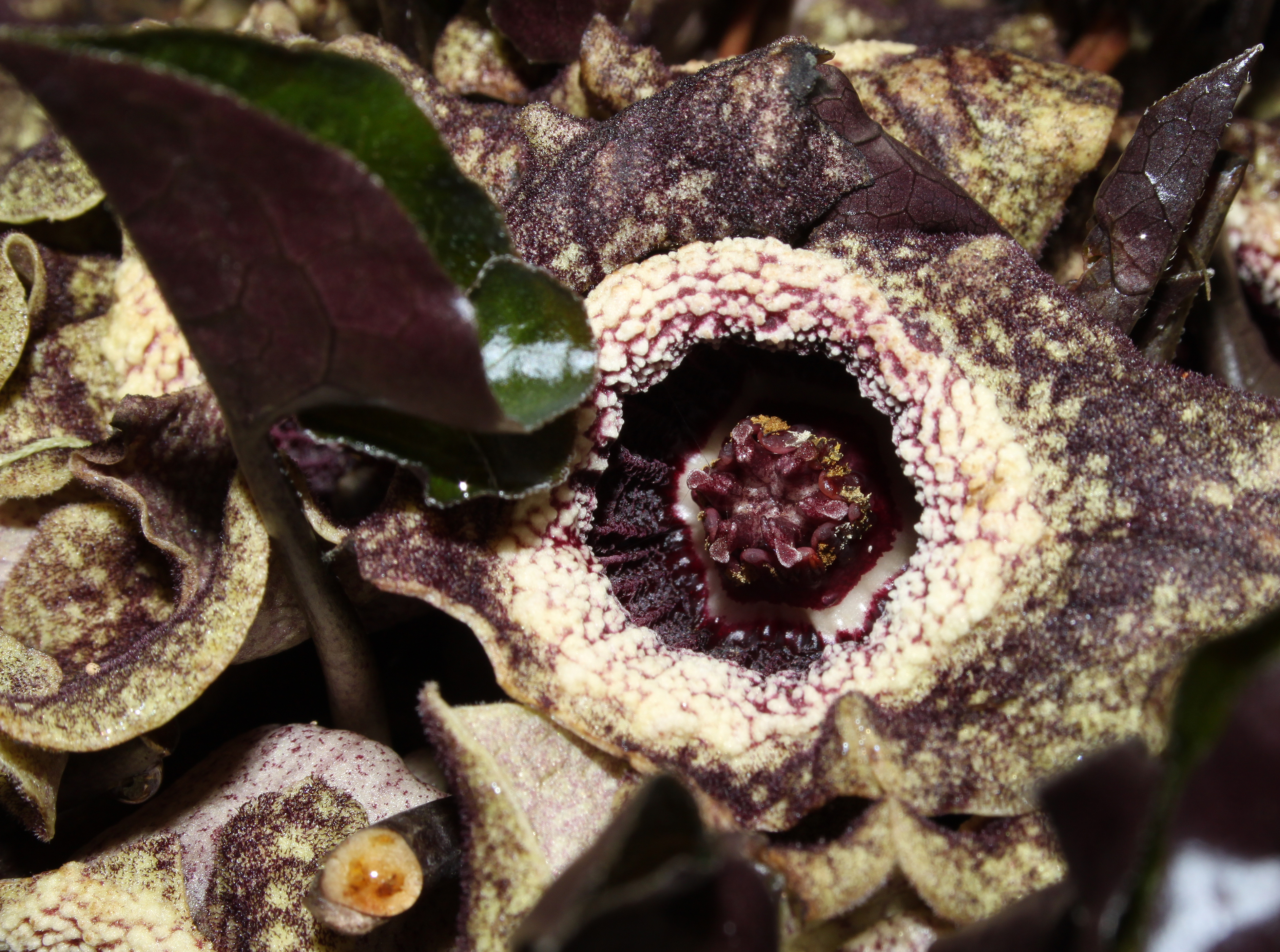
Asarum splendens

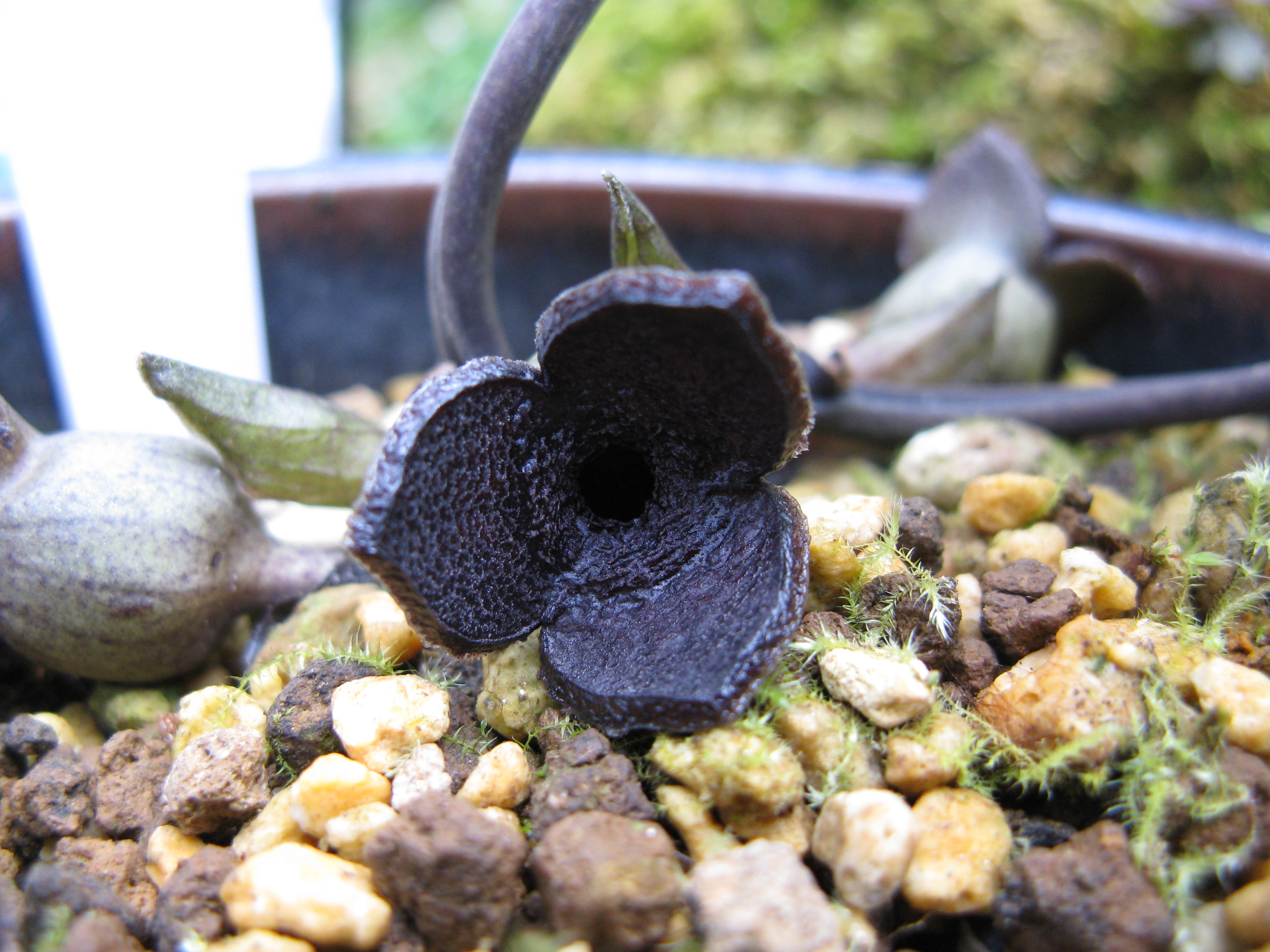
Asarum yoshikawae

Es gibt  etwa 90 bis 100 Asarum-Arten:
- Asarum asaroides (C.Morren & Decne.) Makino: Sie kommt in Japan im westlichen Honshu und im nördlichen Kyushu vor.[3]
- Asarum bashanense Z.L.Yang: Sie kommt nur in der chinesischen Provinz Sichuan in Höhenlagen zwischen 700 und 900 Metern vor.[4]
- Asarum campaniflorum Wang Yong & Q.F.Wang: Sie kommt nur in der chinesischen Provinz Hubei in Höhenlagen zwischen 350 und 450 Metern vor.[4]
- Kanadische Haselwurz[5] (Asarum canadense L.): Sie gedeiht in Laubwäldern in Höhenlagen zwischen 0 und 1300 Metern in Kanada und in den nördlichen und südöstlichen Vereinigten Staaten vor.[3]
- Asarum cardiophyllum Franchet: Sie kommt nur in den chinesischen Provinzen Sichuan und Yunnan in Höhenlagen von etwa 1100 Metern vor.[4]
- Geschwänzte Haselwurz[5] (Asarum caudatum Lindl.): Sie gedeiht in Nadelwäldern in Höhenlagen von meist 0 bis 1200 (selten bis zu 2200) Metern in Nordamerika und zwar in British Columbia, Oregon, Washington, im nördlichen Idaho, im westlichen Montana und im nördlichen und westlichen Kalifornien.[3]
- Asarum caudigerellum C.Y.Cheng & C.S.Yang: Sie gedeiht in Höhenlagen zwischen 1600 und 2100 Metern in den chinesischen Provinzen Guizhou, Hubei, Sichuan und nordöstlichen Yunnan.[4]
- Asarum caudigerum Hance: Sie gedeiht in Höhenlagen zwischen 300 und 1700 Meter in den chinesischen Provinzen Fujian, Guangdong, Guangxi, Guizhou, Hubei, Hunan, Sichuan, Yunnan; außerdem in Taiwan, in Vietnam und auf den Ryūkyū-Inseln[3] vor.[4]
- Asarum caulescens Maxim.: Sie gedeiht in Höhenlagen zwischen 700 und 1700 Metern in den chinesischen Provinzen Gansu, Guizhou, Hubei, Shaanxi, Sichuan und kommt auch in Japan vor.[4]
- Asarum chengkouense Z.L.Yang: Sie kommt nur in der chinesischen Stadt Chongqing in Höhenlagen zwischen 1000 und 1200 Metern vor.[4]
- Asarum chinense Franchet: Sie gedeiht in Höhenlagen zwischen 1300 und 1500 Metern in den chinesischen Provinzen westliches Hubei und nordöstliches Sichuan.[4]
- Asarum crassisepalum S.F.Huang et al.: Sie kommt nur in Taiwan in Höhenlagen zwischen 1600 und 1700 Metern vor.[4]
- Asarum crispulatum C.Y.Cheng & C.S.Yang: Sie kommt nur in der chinesischen Provinz Sichuan vor.[4]
- Asarum debile Franchet: Sie gedeiht in Höhenlagen zwischen 1300 und 2300 Metern in den chinesischen Provinzen Anhui, Hubei, Shaanxi und Sichuan.[4]
- Asarum delavayi Franchet: Sie gedeiht in Höhenlagen zwischen 800 und 1600 Metern in den chinesischen Provinzen südwestliches Sichuan und nordöstliches Yunnan.[4]
- Asarum epigynum Hayata: Sie kommt nur in der chinesischen Provinz Hainan und in Taiwan vor.[4]
- Gewöhnliche Haselwurz (Asarum europaeum L.): Sie ist in Eurasien von Südwest- sowie Süd- über Mittel- bis Nord- und Ost- bis Südosteuropa und von der Türkei über Georgien, Ukraine sowie der Krim bis zum südlichen Westsibirien weitverbreitet.[3][5][6][7]
- Asarum forbesii Maxim.: Sie gedeiht in Höhenlagen unterhalb 800 Metern in den chinesischen Provinzen Anhui, Henan, Hubei, Jiangsu, Jiangxi, Sichuan und Zhejiang.[4]
- Asarum fukienense C.Y.Cheng & C.S.Yang: Sie gedeiht in Höhenlagen zwischen 300 und 1000 Metern in den chinesischen Provinzen Anhui, Fujian, Jiangxi und Zhejiang.[4]
- Asarum geophilum Hemsley: Sie gedeiht in Höhenlagen zwischen 200 und 700 Metern in den chinesischen Provinzen Guangdong, Guangxi und südliches Guizhou.[4]
- Hartwegs Haselwurz (Asarum hartwegii S.Watson): Sie gedeiht in Höhenlagen zwischen 150 und 2200 Metern nur in Kalifornien.[4]
- Asarum heterotropoides F.Schmidt: Sie kommt nur in den südlichen chinesischen Provinzen Heilongjiang, Jilin, Liaoning und in Japan vor.[4]
- Asarum himalaicum Hook. f. & Thomson ex Klotzsch: Sie gedeiht in Höhenlagen zwischen 1300 und 3100 Metern in Indien, Bhutan, Nepal sowie Sikkim und in den chinesischen Provinzen Gansu, Guizhou, westlichen Hubei, Shaanxi, Sichuan sowie in Tibet.[4]
- Asarum hongkongense S.M.Hwang & T.P.Wong Siu: Sie kommt nur in Hongkong in Höhenlagen zwischen 500 und 700 Metern vor.[4]
- Asarum hypogynum Hayata (Syn.:Asarum hayatanum (F.Maek.) F.Maek. ex Masam.): Sie kommt nur in Taiwan in Höhenlagen zwischen 1000 und 2000 Metern vor.[4]
- Asarum ichangense C.Y.Cheng & C.S.Yang: Sie gedeiht in Höhenlagen zwischen 300 und 1400 Metern in den chinesischen Provinzen Anhui, Fujian, Guangdong, Guangxi, Hubei, Hunan, Jiangxi und Zhejiang.[4]
- Asarum inflatum C.Y.Cheng & C.S.Yang: Sie kommt in den chinesischen Provinzen Anhui und dem nordöstlichen Sichuan vor.[4]
- Asarum insigne Diels: Sie gedeiht in Höhenlagen von etwa 500 Meter in den chinesischen Provinzen Guangdong, Guangxi und Jiangxi.[4]
- Asarum lemmonii S.Watson: Sie ist nur in Kalifornien in Höhenlagen zwischen 1100 und 1900 Metern zu finden.
- Asarum longerhizomatosum C.F.Liang & C.S.Yang: Sie kommt nur im chinesischen Autonomen Gebiet Guangxi in Höhenlagen von etwa 200 Meter vor.[4]
- Asarum macranthum J.D.Hooker: Sie kommt nur in Taiwan in Höhenlagen zwischen 500 und 1000 Metern vor.[4]
- Asarum magnificum Tsiang ex C.Y.Cheng & C.S.Yang: Sie gedeiht in Höhenlagen zwischen 300 und 700 Metern in den chinesischen Provinzen Guangdong und Hunan.[4]
- Asarum majale T.Sugaw.: Dieser Endemit wurde 2007 erstbeschrieben und gedeiht in der Suzuka-Bergkette im japanischen Distrikt Kinki.[8]
- Asarum marmoratum Piper: Diese Art findet man nur in den Cascades und den Siskiyou Mountains des südlichen Oregon und dem extrem nordwestlichen Teil von Kalifornien.
- Asarum maximum Hemsley: Sie gedeiht in Höhenlagen zwischen 600 und 800 Metern in den chinesischen Provinzen Hubei und Sichuan.[4]
- Asarum megacalyx (F.Maek.) T.Sugaw.: Sie gedeiht in der Nähe der Küste der Japanischen See in Tohoku auf der Insel Honshu.
- Asarum nanchuanense C.S.Yang & J.L.Wu: Sie kommt nur in der chinesischen Stadt Chongqing vor.[4]
- Asarum nipponicum F.Maek.: Sie kommt auf den japanischen Inseln Honshu sowie Shikoku vor.[3]
- Asarum nobilissimum Z.L.Yang: Sie kommt nur in der chinesischen Provinz Sichuan in Höhenlagen zwischen 800 und 1100 Metern vor.[4]
- Asarum petelotii O.C.Schmidt: Sie kommt nur im südlichen Teil der chinesischen Provinz Yunnan und in Vietnam in Höhenlagen zwischen 1100 und 1700 Metern vor.[4]
- Asarum porphyronotum C.Y.Cheng & C.S.Yang: Sie kommt nur in der chinesischen Provinz Sichuan vor.[4]
- Asarum pulchellum Hemsley: Sie gedeiht in Höhenlagen zwischen 700 und 1700 Metern in den chinesischen Provinzen Anhui, Guizhou, Hubei, Jiangxi, Sichuan und nordöstliches Yunnan.[4]
- Asarum renicordatum C.Y.Cheng & C.S.Yang: Sie kommt nur in der chinesischen Provinz Anhui in Höhenlagen von etwa 700 Meter vor.[4]
- Asarum sagittarioides C.F.Liang: Sie kommt nur im chinesischen Autonomen Gebiet Guangxi in Höhenlagen zwischen 900 und 1200 Metern vor.[4]
- Asarum sieboldii Miquel: Sie kommt in den chinesischen Provinzen Anhui, Henan, Hubei, Liaoning, Shaanxi, Shandong, Shanxi, Sichuan und Zhejiang, außerdem in Japan und im nördlichen und südlichen Korea vor.[3]
- Asarum splendens (F.Maekawa) C.Y.Cheng & C.S.Yang: Sie gedeiht in Höhenlagen zwischen 800 und 1300 Metern in den chinesischen Provinzen Guizhou, Hubei, Sichuan und nordöstliches Yunnan.[4]
- Asarum taipingshanianum S.F.Huang, C.X.Xie & T.C.Huang: Sie kommt nur in Taiwan in Höhenlagen von etwa 1900 Meter vor.[4]
- Asarum tongjiangense Z.L.Yang: Sie kommt nur im nordöstlichen Teil der chinesischen Provinz Sichuan in Höhenlagen zwischen 800 und 1400 Metern vor.[4]
- Asarum wagneri K.L.Lu & Mesler: Es ist ein Endemit der Cascade Range des südlichen Oregon.
- Asarum wulingense C.F.Liang: Sie gedeiht in Höhenlagen von etwa 1100 Meter in den chinesischen Provinzen Guangdong, Guangxi, Guizhou, Hunan und Jiangxi.[4]
- Asarum yoshikawae T. Sugawara: Sie wurde 1998 erstbeschrieben und kommt in Japan vor.
- Asarum yunnanense T.Sugawara, Ogisu & C.Y.Chen: Sie kommt nur im südlichen Teil der chinesischen Provinz Yunnan vor.[4]

## Kulturelle Bedeutung

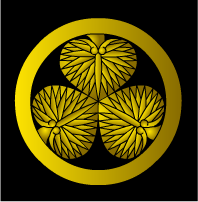
Das Familienwappen der Tokugawa mit den drei Haselwurzblättern

Die Tokugawa-Familie, die in der Edo-Zeit über 250 Jahre lang über Japan herrschte, führte in ihrem Familienwappen drei Haselwurzblätter im Kreis (jap. Maru-ni-mitsuba-aoi).

## Weiterführende Literatur
- Takashi Sugawara: A Taxonomic Study of Asarum celsum and Its Allies (Aristolochiaceae) on Amami-oshima, Southwestern Kyushu, Japan. In: Acta Phytotax. Geobot., Volume 62, 2012, S. 61–68.
- H. Yamaji, T. Nakamura, J. Yokoyama, K Kondo: A Taxonomic Study of Asarum sect. Asiasarum (Aristolochiaceae) in Japan. In: J. Jpn. Bot., Volume 82, 2007, S. 79–105.